# Cerros Orientales (Bogotá)
Los cerros Orientales son un conjunto orográfico situado al oriente de Bogotá, el cual sirve como frontera natural de la ciudad. A grandes líneas sigue una dirección sur-norte. Se encuentra principalmente en las zonas rurales en las localidades de Sumapaz, Usme, San Cristóbal, Santa Fe, Chapinero y Usaquén. Pese a ser una zona protegida, muchos de sus ecosistemas se encuentran amenazados por la construcción ilegal de viviendas en medio de la reserva forestal, tarea que esta buscando evitar la administración distrital con múltiples operativos en la zona con apoyo de las autoridades policiales y judiciales.

## Características
Los cerros orientales de Bogotá son una serie de montes visibles desde la mayor parte de la ciudad. Cuentan con cerca de 14.000 ha. Limitan al norte con Torca y al sur con el boquerón de Chipaque. En su costado oriental, las elevaciones aumentan hasta constituir el páramo de Cruz Verde, que junto al de Sumapaz conforma el mismo sistema.
De sur a norte, los cerros son La Teta, Aguanoso, Guadalupe, Monserrate, Pico del Águila, El Cable, y al norte de la ciudad, en la localidad de Usaquén, las sierras del Chicó, la cuchilla El Chiscal, el alto La Laguna, y el cerro Pan de Azúcar. El conjunto presenta un fuerte gradiente altitudinal, que va de los 2.570 a los 3670 m s. n. m.

## Historia
Los cerros orientales de Bogotá tienen cerca de cincuenta millones de años. En tiempos de la conquista española la sabana de Bogotá ya albergaba una cantidad notable de grupos indígenas. De hecho, en las estribaciones del cerro de Guadalupe se fundó la actual Bogotá. Hacia 1520, sin embargo, su ecosistema comenzó a sufrir alteraciones y fragmentaciones debido a la presión demográfica, comenzando la extracción de materiales de construcción como madera, arcilla, arena y grava. 

### sigloXX
A principios del siglo XX variadas intervenciones ocurrieron en los cerros, como la construcción del barrio La Perseverancia, antigua Unión Obrera. En este periodo de principios de siglo la Empresa de Acueducto y Alcantarillado de Bogotá adquirió más de 7.000 fanegadas con el fin de proteger los ríos San Francisco, San Agustín y San Cristóbal y las quebradas Las Delicias y La Vieja.
A principios de los años 1930, el arquitecto y urbanista Karl Brunner realizó un plan regulador para el trazado de varias avenidas y barrios de la ciudad, en el cual ya se incluía la necesidad de arborizar y cuidar los cerros, en los que se intervino mediante las obras de saneamiento del Paseo Bolívar, cuyo trazado recorre la actual avenida circunvalar a la altura de Monserrate y Guadalupe.
Por su parte, en 1933 se inauguró el parque Nacional Enrique Olaya Herrera, atravesado por el río Arzobispo, articulando los cerros con la estructura urbana. Por su parte, en 1944 el plan Soto Bateman los incluyó como zona de reserva, promoviendo así su conservación. 

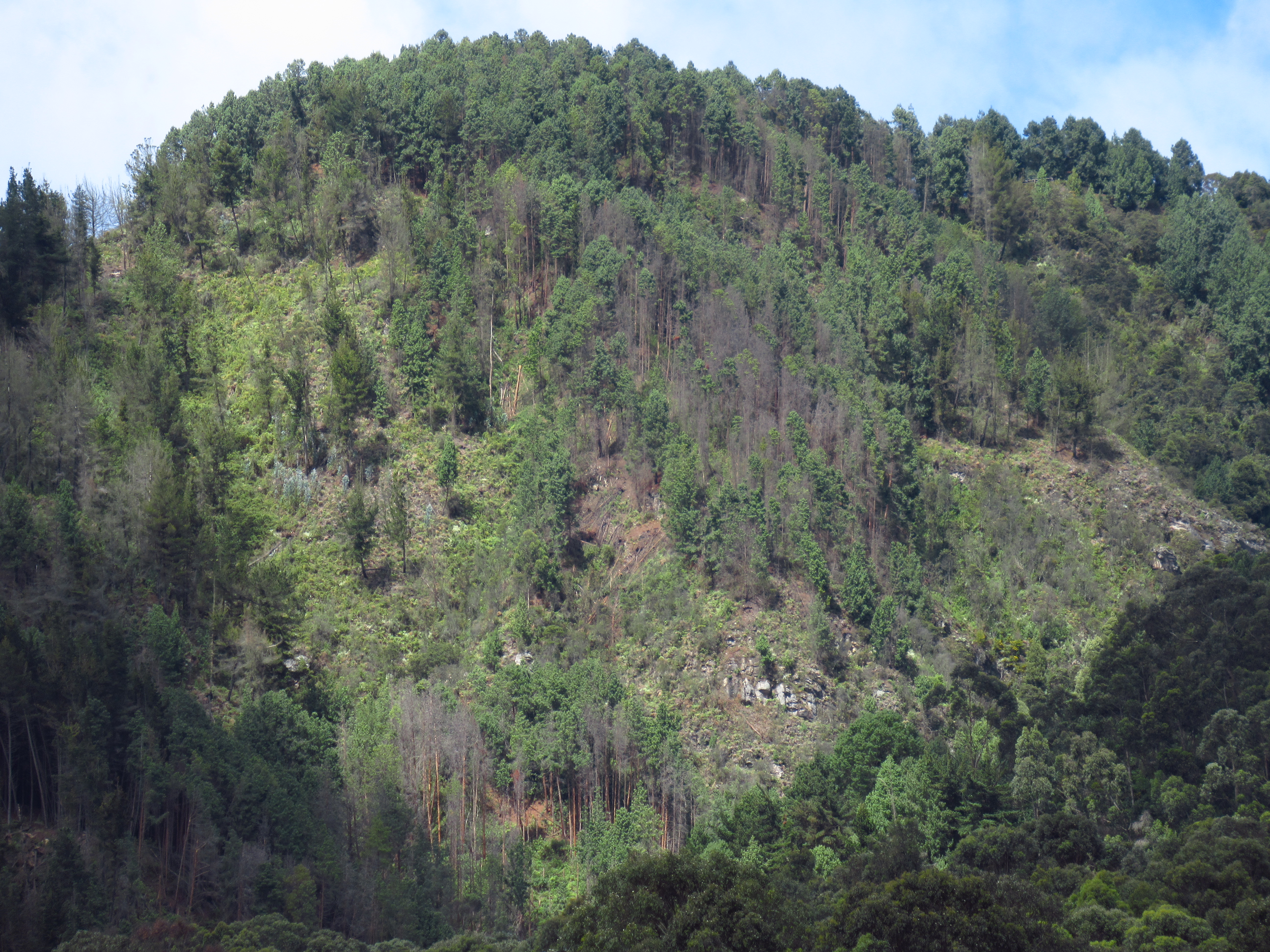
Pinos en la ladera norte de Monserrate

En los años 1950, durante el gobierno de Gustavo Rojas Pinilla, se instalaron las antenas en los cerros La Teta y El Cable. Durante este periodo también se los valora como “Telón de Fondo” de la capital en los planes piloto y regulador, de Le Corbusier y de Paul Lester Wiener y Josep Lluís Sert, respectivamente, proponiéndose en ellos prohibír el suministro de servicios públicos así como las construcciones por encima de los 2.700 m s. n. m.
Los años 1960 se caracterizaron por reforestación con pino, eucalipto, ciprés, acacia y otras especies. Del mismo modo, se promovió la adquisición de predios para la protección de las rondas y se creó la Corporación Autónoma Regional en 1961. También se instalaron antenas de telecomunicaciones, se proyectó la avenida De los cerros y se crean barrios de estrato alto en las localidades de Chapinero y Usaquén. 
En esta década se construyen las Torres Gonzalo Jiménez de Quesada, las Torres de Fenicia, las Torres Blancas y las Torres del Parque. En la zona sur las urbanizadoras informales promueven los asentamientos ilegales, en particular en la localidad de Ciudad Bolívar. Se crean los barrios El Paraíso y Mariscal Sucre y se fundan la Universidad Javeriana en el centro, y el Gimnasio Femenino en el extremo norte de la ciudad.
Durante el gobierno de Misael Pastrana en la primera mitad de los años 1970 se registra el auge de Santa Ana Oriental, Chapinero Alto y Rosales, San Cristóbal, La Cita y Barrancas, y se construye la Universidad Externado de Colombia. Con un crédito del Banco Mundial, la Empresa de Acueducto y Alcantarillado de Bogotá adelanta Proyecto Bogotá IV. Dentro de sus objetivos se encuentra la dotación de agua a Suba, Usme, el suroriente y el suroccidente de la capital.
Fueron declarados reserva natural protectora en 1976.
En la actualidad, sin embargo, la expansión urbana amenaza su existencia ecológica, llegando en algunos lugares la frontera de la ciudad a los 3200 m. s. n. m., siendo su deterioro particularmente notable en los extremos meridionales y septentrionales de la ciudad. En 1984 se terminó por ejemplo la avenida Circunvalar, que intensificó la urbanización en la zona de Chapinero, lo mismo que las construcciones entre Bogotá y el municipio de La Calera.

## Galería

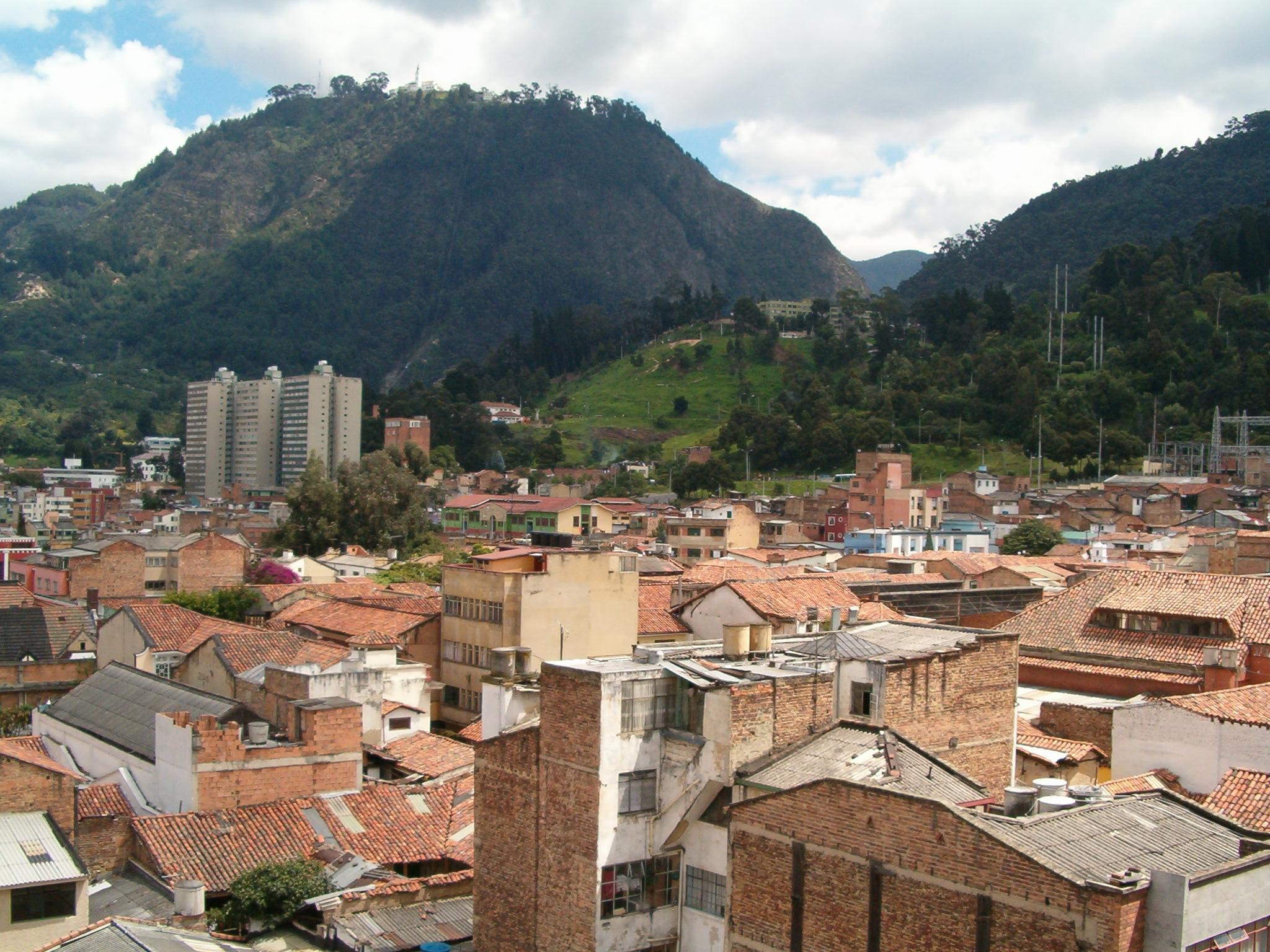
Monserrate desde la La Candelaria
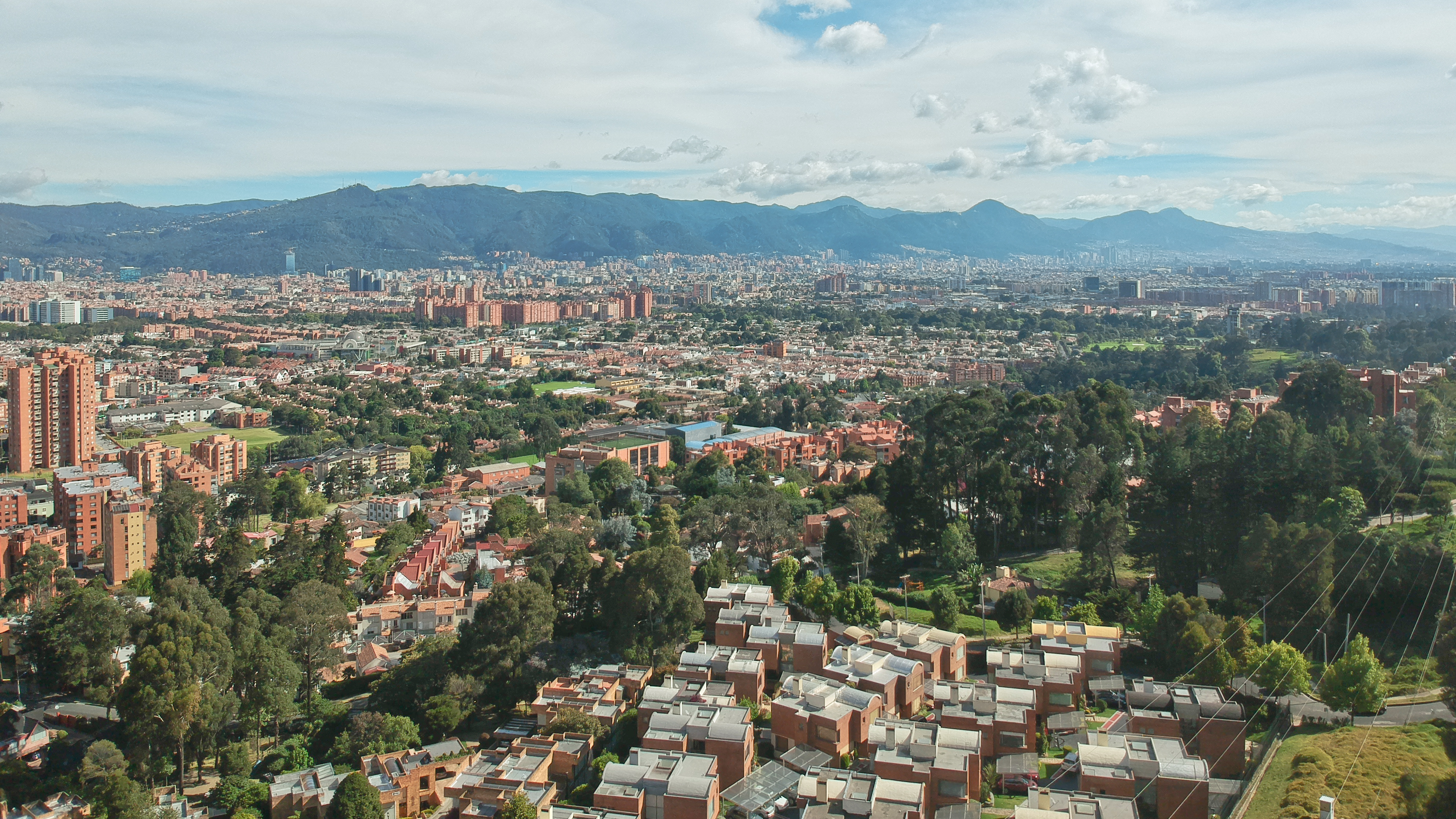
Los cerros desde la localidad de Suba
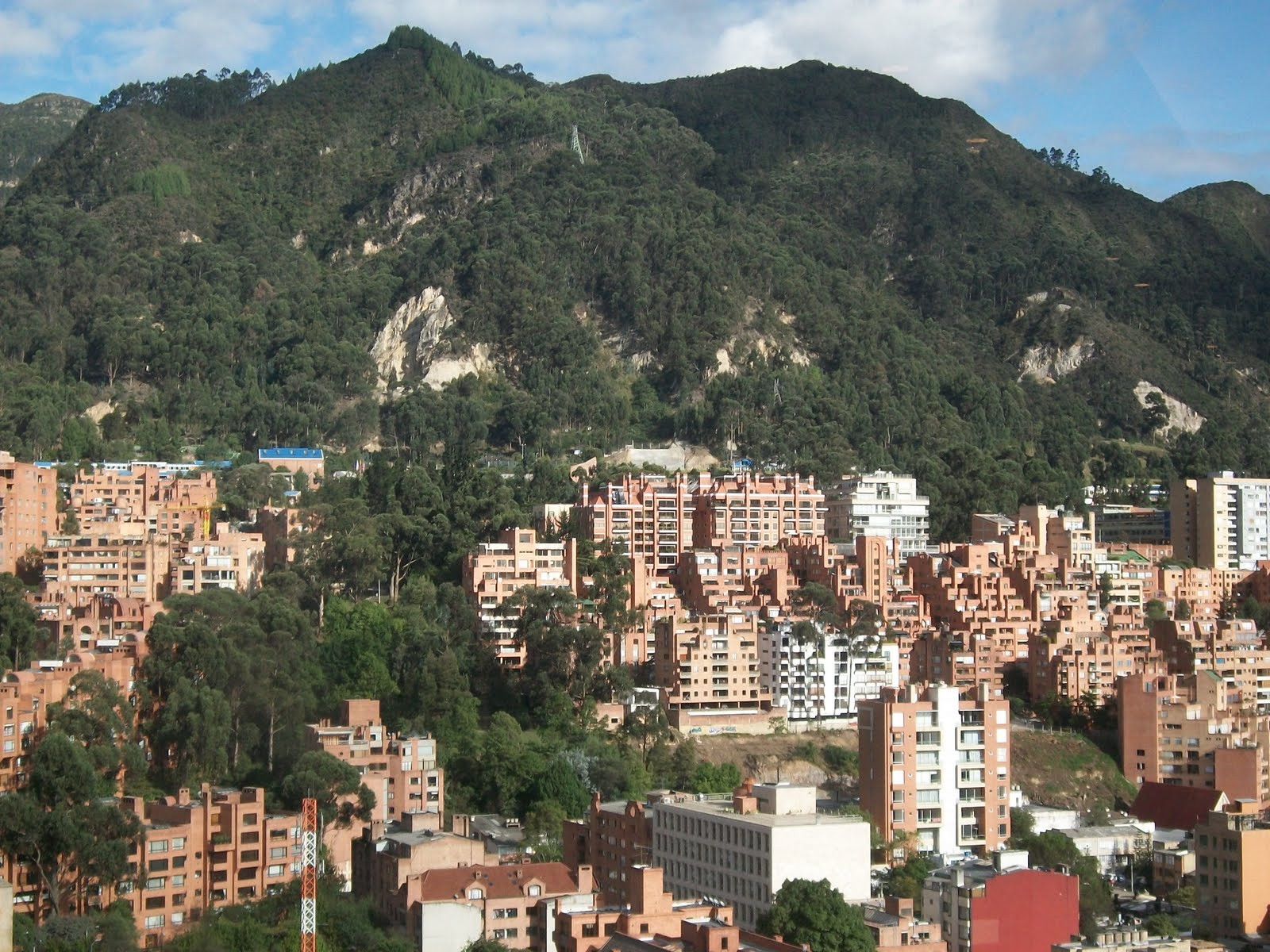
Cerros a la altura del barrio Rosales
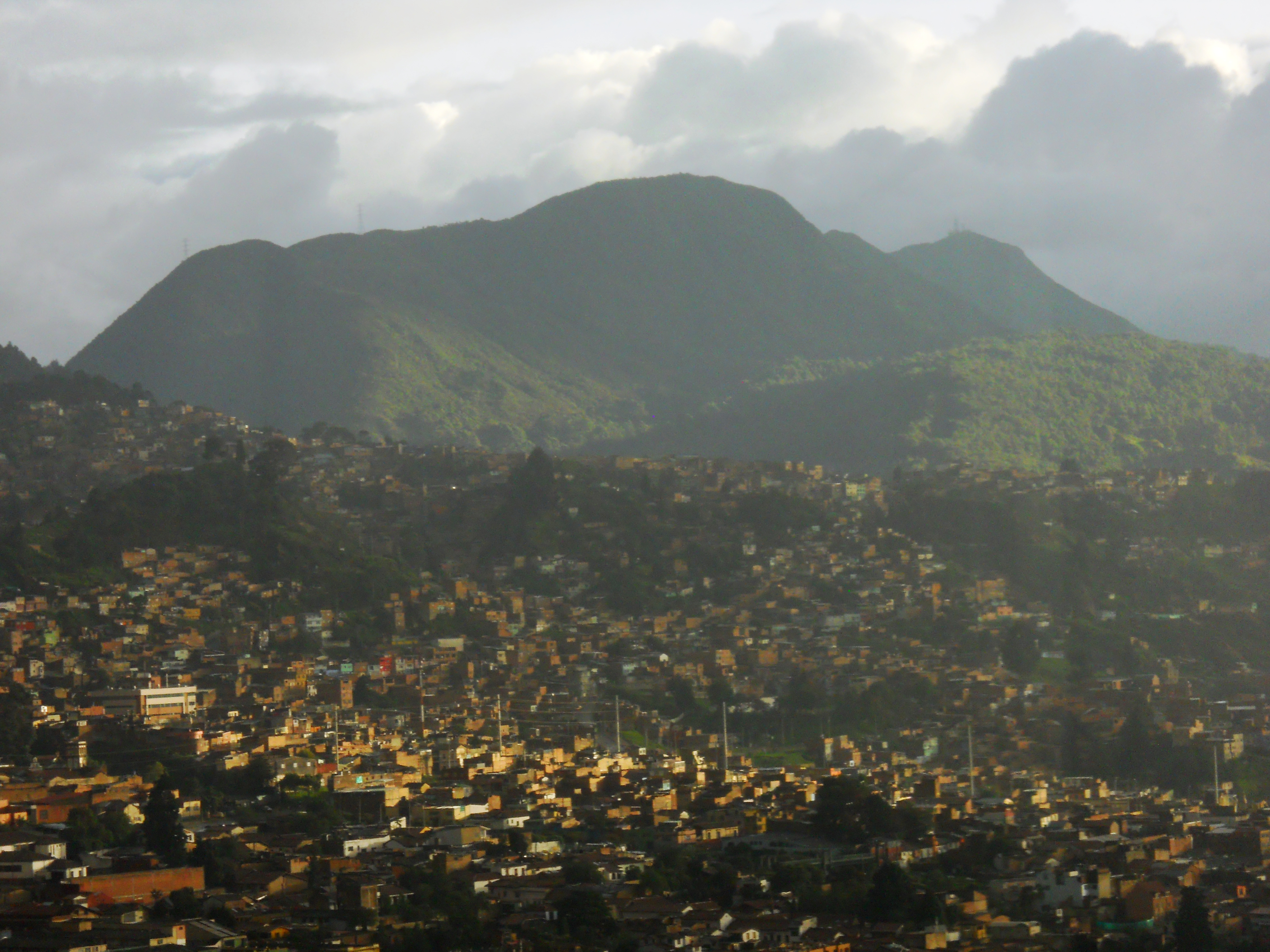
Los cerros del Zuque y de la Teta en San Cristóbal y Usme
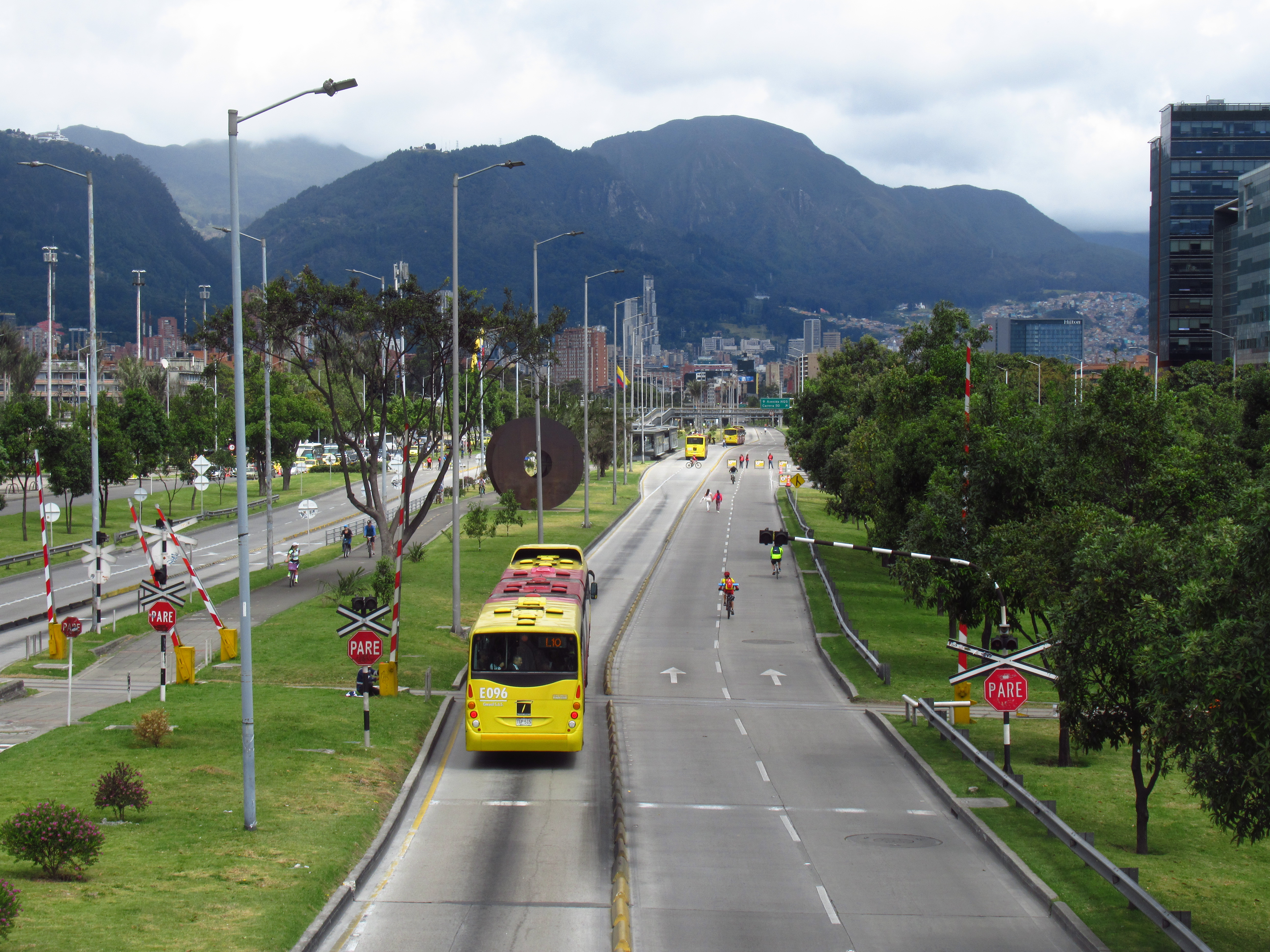
Los cerros de Bogotá desde la calle 26